# خواكين رودريغيز
خواكين رودريغيز (بالإسبانية: Costillares)‏ (و. 1743 – 1800 م) هو مصارع ثيران، وماتادور إسباني، ولد في إشبيلية، توفي في مدريد، عن عمر يناهز 57 عاماً.